# Димитър Иванов Влахов
Димитър Иванов Влахов е български политик от Българския земеделски народен съюз (БЗНС). Един от водачите на БЗНС Врабча 1 в Оряховска околия и околийски управител на Оряховска околия. Народен представител (1932 – 1934) от БЗНС Врабча 1 в XXIII обикновено народно събрание. След Деветосептемврийския преврат е въдворен в лагера Белене.

## Биография
Роден е на 1 април 1897 г. в село Малорад, Оряховска околия, в семейството на Иван Василев Влахов – Процепа, търговец. Завършва прогимназия в село Борован (1910), а след това Софийското държавно средно техническо училище (1915). специалност „Землемер“ (геодезист). Жени се за Ненка Белослатинска.

### Политическа дейност до 1930 г.
Към 1919 г. БЗНС създава в Малорад здрава масова организация, в която Димитър Ив. Влахов е сред водещите фигури и която през 1922 г. печели изборите в селото. Отношението им към комунистите става враждебно, но при Септемврийското въстание отново замислят общи действия, той лично купува оръжие от Сърбия за въстанието; след разгрома с файтон прекарва Фердинанд Козовски и Христо Михайлов към границата и също бяга в Сърбия. След амнистията се прибира в Малорад.

По-късно, като народен представител, когато Г. М. Димитров отправя упрек към народните представители, че са вдигнали ръка и приели за министър Вергил Димов, който според него бил харчил чужди средства (по време на емиграцията си). Димитър Ив. Влахов отговаря: „Защо говорите така, господин Димитров! И аз бях емигрант. На всички ни даваха пари. Ние ги харчехме и не питахме откъде се вземаха.“

### 30-те години

#### Дейност на местно ниво
В началото на 30-те години в родния му край започва строежът на шосето Малорад – Девене, като наемател на строежа е Димитър Влахов. Положена е настилката на 2 километра, извършена е нивелацията до местността Обреща, оформен е чуканият камък до границата с Трикладенци и Девене. Без да довърши строежа, Димитър Влахов го представя за изпълнен и прибира парите, а трасето обрасва и малорадчани трябва да ходят по обиколен път през Враца.

#### Народен представител в XXIII ОНС
Става народен представител в XXIII обикновено народно събрание през април 1932 година, след като изборите от 1931 г. в Оряховска околия са касирани и проведени нови. В протоколите на Народното събрание от юни 1932 г. личи негово прието предложение за начина на възлагане на комасационните проекти.

#### Околийски управител в Оряхово
Като околийски управител в Оряхово Димитър Ив. Влахов, назначен през 1934 г., се запомня от малорадчани с гоненията на комунистите, преследването на читалищните дейци и всички, които не мислят като него; получава прозвището „Процепа с кучката“.

### В лагера „Белене“
За това пише Стефан Бочев, журналист и дипломат. Прекарва в Белене 9 години.